# Enchylaena tomentosa
Enchylaena tomentosa ist eine Pflanzenart innerhalb der Familie der Fuchsschwanzgewächse (Amaranthaceae). Sie ist in weiten Gebieten Australiens verbreitet und wird dort Barrier Saltbush, Ruby Saltbush, Sturt Saltbush, Plum Puddings oder Barry Cotton Bush genannt.

## Beschreibung

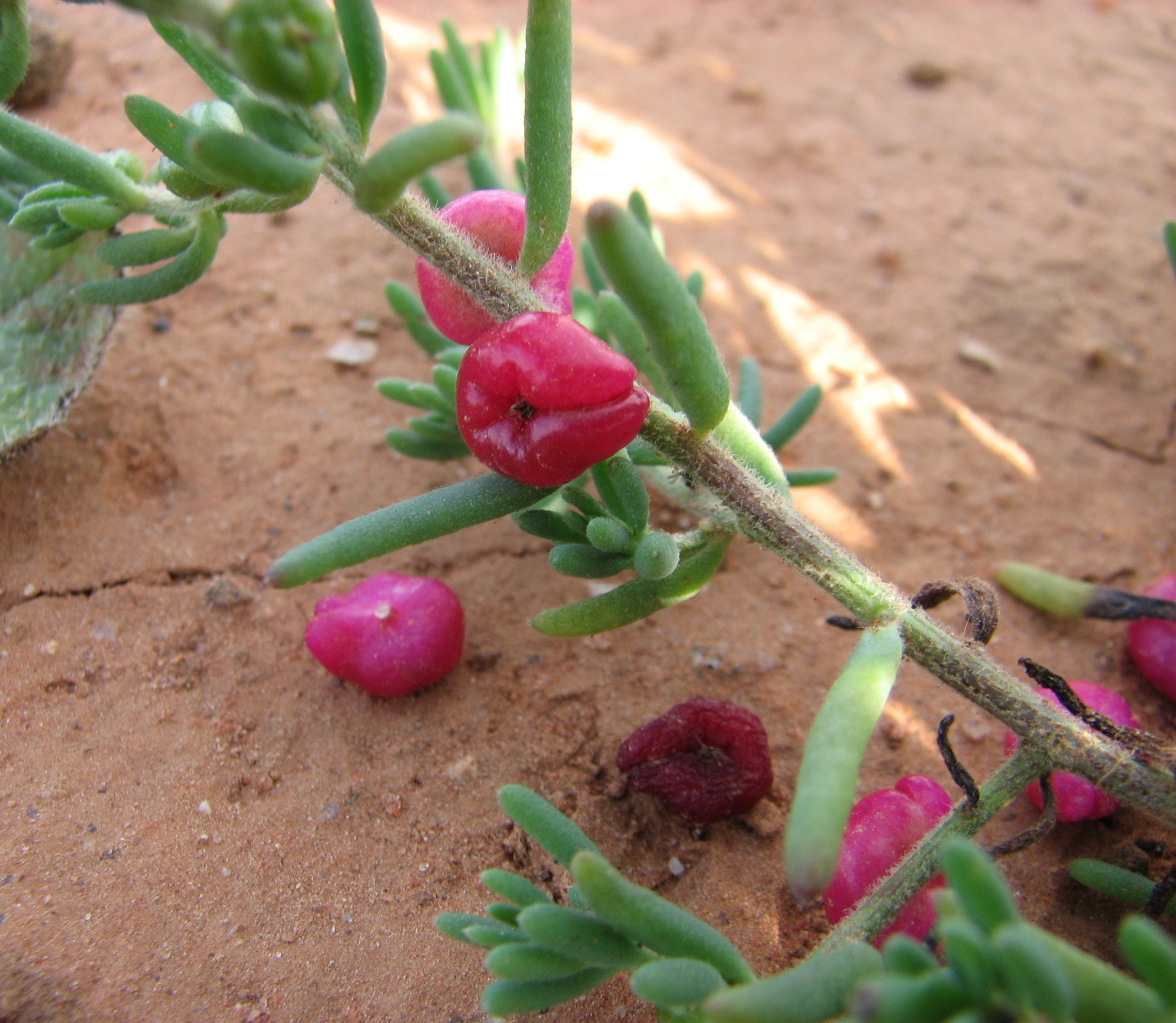
Sukkulente Blätter und die beerenähnlichen Früchte

### Vegetative Merkmale
Enchylaena tomentosa wächst als immergrüner, kleiner und reich verzweigter Halbstrauch und erreicht Wuchshöhen von meist 0,1 bis 0,6, selten bis zu 2 Metern. Die niederliegenden bis aufrechten Sprossachsen sind mit kurzen Haaren bedeckt (Indument) bis kahl. Die ausgebreiteten Zweige werden bis 1 Meter lang. Die gräulichen Laubblätter sind filzig kurz behaart. Die einfachen Laubblätter sind bei einer Länge von 7 bis 15 (6 bis 20) Millimetern linealisch, im Querschnitt gerundet, also mehr oder weniger stielrund und sukkulent. Die reduzierte Blattgröße sowie die Blattsukkulenz sind Anpassungen an nährstoffarme Böden, und die Behaarung schützt vor Überhitzung, die die Zellen schädigen würde.

### Generative Merkmale
Die Blütezeit liegt in Australien vom Frühling bis Frühsommer und im Herbst. Die Blüten stehen einzeln in den Blattachseln. Die zwittrigen, sehr kleinen und unauffälligen Blüten sind grünlich-gelb mit einfacher, fünfteiliger und becherförmiger Blütenhülle. Der „Blütenbecher“ ist kahl und die freien Bereiche der Tepalen sind kahl oder flaumig behaart; ihr Rand ist bewimpert. Es sind fünf kurze, etwas vorstehende Staubblätter vorhanden. Der oberständige Fruchtknoten enthält nur eine Samenanlage und endet in einem kurzen Griffel mit zwei bis drei fadenförmigen Narben.
Nach der Anthese vergrößert sich das Perianth und umhüllt die einsamige Frucht (Scheinfrucht, Anthocarp) beerenähnlich. Die Scheinfrüchte besitzen einen Durchmesser von 5 bis 8 Millimetern und sind abgeflacht-rundlich, mit leicht eingesunkenem Zentrum. Sie sind saftig, anfangs grün und färben sich zur Reife erst gelb, dann rot oder rotbraun, beim Trocknen werden sie schwarz. Wenn sie trocken sind, fallen sie ab. Die eigentlichen Früchte (Perikarp) besitzen keine Flügel und enden in einem kurzen Schnabel. Die abgeflachten, eiförmigen Samen liegen horizontal in der Frucht.

## Ökologie
Enchylaena tomentosa fruchtet fast das ganze Jahr über. Die „Früchte“ sind eine wichtige Nahrungsquelle für Wildvögel und Wirbellose. Papageien, Honigfresser (Meliphagidae) und Tauben (Columbidae) wurden beim Fressen der „Früchte“ beobachtet. Es gibt Beobachtungen, dass Spinnen die „Früchte“ sammeln und transportieren. Die Ausbreitung der Diasporen erfolgt anscheinend durch Tiere, es werden Vögel angelockt.
Enchylaena tomentosa wird nur bei Dürre von Weidetieren gefressen.

## Vorkommen
Enchylaena tomentosa kommt in weiten Gebieten Australiens vor. Sie ist beispielsweise in Neukaledonien und in der Region Palästina ein Neophyt; Ausgangspunkt für die Ausbreitung sind Gärten und Weideflächen.
Dieser Halophyt kommt häufig in semiariden bis ariden Gebieten vor. Enchylaena tomentosa gedeiht auf einer Vielfalt von armen Böden: von der Küste auf teilweise stabilisierten Dünensanden in der Nähe des Südlichen Ozeans in South Australia, bei salz- und sandverfrachtenden Winden, bis zu lehmig-tonigen Flussablagerungen, oft in Salzpfannen, oder tiefgründigen silikatischen, sandigen Böden in vielen semi-ariden Gebieten des australischen Kontinents. Enchylaena tomentosa wurde in Salzmarsch-Habitaten von tropischen über subtropischen bis gemäßigten Gebieten erfasst.

## Taxonomie
Die Erstveröffentlichung von Enchylaena tomentosa erfolgte 1810 durch Robert Brown in Prodromus Florae Novae Hollandiae, S. 408. Das Artepitheton tomentosa bedeutet filzig behaart. Synonyme für Enchylaena tomentosa R.Br. sind: Enchylaena brevifolia Gand., Enchylaena patens Gand., Enchylaena pubescens Moq., Enchylaena paradoxa R.Br.
Sie wird manchmal nach Wilson 1975 und als Vorschlag bei Cabrera et al. 2009 zur Gattung Maireana gestellt.

## Nutzung
Enchylaena tomentosa wird besonders in subtropischen Gebieten als Zierpflanze verwendet. Die Bandbreite an „Frucht“-farben und die lange Haltbarkeit der „Früchte“ sind die größten Vorzüge für die Verwendung als Zierpflanze. Sie kommt mit trockenen Wetter gut zurecht. Enchylaena tomentosa übersteht leichten Frost von −6 °C; sie gedeiht in den USDA-Klimazonen 8–11. Enchylaena tomentosa besitzt eine weite Toleranz in Bezug auf Klima, Böden und Topographie. Die schönsten Pflanzenexemplare entwickeln sich bei voller Sonne. Die Vermehrung erfolgt über Samen oder Stecklinge.
Die relativ kleinen, knackigen, sukkulenten „Früchte“ von Enchylaena tomentosa werden gegessen; ihr Geschmack ist salzig-süß. Die „Früchte“ können in Wasser eingeweicht werden, und diese Flüssigkeit kann wie gesüßter Tee getrunken werden. Die Blätter von Enchylaena tomentosa sind reich an Oxalsäure, bzw. Oxalaten, deshalb sollten sie nur in kleinen Mengen gegessen werden. Oxalsäure kann Calciumionen im Körper binden, und so kann ein Calciummangel entstehen. Die Oxalsäure gibt dem Gericht einen Rhabarbergeschmack. Garen vermindert den Oxalsäuregehalt. Personen mit einer Neigung zu Rheumatismus, Arthritis, Gicht, Nierensteinen oder Übersäuerung sollten besondere Vorsicht walten lassen, wenn sie Enchylaena tomentosa in ihren Speiseplan aufnehmen wollen. Den Aborigines dienten die „Früchte“ als Nahrung. Die frühen Siedler Australiens verwendeten die gegarten Blätter als Gemüse.
Enchylaena tomentosa wurde in der Volksheilkunde gegen Skorbut eingesetzt.

## Weiterführende Literatur
- Lara Vanessa Jefferson: The biology and ecology of species of Maireana and Enchylaena: intra- and inter-specific competition in plant communities in the eastern goldfields of Western Australia. Ph. D. Thesis 2001, Curtin University of Technology, School of Chemical and Biological Sciences. (PDF; 9,2 MB).
- F. Turner: The forage plants of Australia (with Illustrations). 1891, S. 68 + Illustration,  eingescannt bei biodiversitylibrary.org.